# Ga Yeomchang
Ga Yeomchang (Tiếng Hàn: 염창역, Hanja: 鹽倉驛) là ga tàu điện ngầm trên Tàu điện ngầm Seoul tuyến 9 nằm ở ranh giới giữa Yeomchang-dong, Gangseo-gu và Mok 2-dong, Yangcheon-gu, Seoul.

## Lịch sử
- 18 tháng 9 năm 2008: Tên ga tàu điện ngầm Seoul tuyến 9 được quyết định là Ga Yeomchang.[1]
- 24 tháng 7 năm 2009: Bắt đầu hoạt động với việc khai trương đoạn Gaehwa ~ Sinnonhyeon của Tàu điện ngầm Seoul tuyến 9.

## Bố trí ga
| Deungchon (Địa phương) ↑ Gayang (Tốc hành) ↑   |
| \| W/B                                         |
| ↓ Dangsan (Tốc hành) ↓ Sinmokdong (Địa phương) |

| Hướng Tây  | ● Tuyến 9 | Địa phương · Tốc hành | ← Hướng đi Gayang · Magongnaru · Sân bay Quốc tế Gimpo · Gaehwa                       |
| Hướng Đông | ● Tuyến 9 | Địa phương · Tốc hành | → Hướng đi Dangsan · Noryangjin · Sinnonhyeon · Bệnh viện cựu chiến binh Trung ương → |

## Xung quanh nhà ga
| Lối ra \| 나가는 곳 \| Exit \| 出口 | Lối ra \| 나가는 곳 \| Exit \| 出口 |
| ----------------------------------- | --- |
| 1                                   | Trung tâm Chữ thập đỏ Hàn Quốc Seoul Western Blood Seoul City Gas Yeomchang Hanwha Dream & Green Yeomchang Comfort World Trung tâm học tập suốt đời Gangseo Seoul Bưu điện Yeomchang-dong |
| 2                                   | Hyundai I-Park APT Trung tâm lọc nước Yeongdeungpo Arisu |
| 3                                   | Công viên thành phố Mokdong Hướng về Cầu Yanghwa |
| 4                                   | Trung tâm cộng đồng Mok 2-dong Trung tâm phúc lợi xã hội Mok-dong Trường trung học cơ sở Yangdong Trường tiểu học Seoul Yanghwa Mok-dong Lotte Castle Winner APT                          |